# Francesco Rizzo
Francesco Rizzo (ur. 30 maja 1943 w Rovito, zm. 17 lipca 2022) – włoski piłkarz występujący na pozycji pomocnika.

## Kariera klubowa
Rizzo karierę rozpoczynał w 1960 roku w trzecioligowej Cosenzy. Po jednym sezonie spędzonym w tym klubie, przeszedł do drugoligowej Alessandrii. Tam również występował przez jeden sezon, a potem został graczem innego drugoligowca, Cagliari Calcio. W sezonie 1963/1964 awansował z nim do Serie A. W 1967 roku przebywał na wypożyczeniu w amerykańskim Chicago Mustangs. Potem wrócił do Cagliari, w którym grał do końca sezonu 1967/1968.
W 1968 roku Rizzo odszedł do Fiorentiny. W sezonie 1968/1969 zdobył z nią mistrzostwo Włoch. W 1970 roku przeniósł się do Bologny. W następnych latach grał też w Catanzaro, Cesenie oraz Genoi, gdzie w 1979 roku zakończył karierę.

## Kariera reprezentacyjna
W reprezentacji Włoch Rizzo zadebiutował 14 czerwca 1966 w wygranym 6:1 towarzyskim meczu z Bułgarią, w którym strzelił także dwa gole. W tym samym roku został powołany do kadry na mistrzostwa świata. Nie zagrał jednak na nich w żadnym meczu, a Włochy odpadły z turnieju po fazie grupowej.
W drużynie narodowej Rizzo rozegrał 2 spotkania, oba w 1966 roku.